# FC Klaipėda
FC Klaipėda (lit. Futbolo Klubas Klaipėda) – litewski klub piłkarski z siedzibą w Kłajpedzie. działający w latach 2005–2012.

## Historia
Chronologia nazw:
- 2005–2008: Glestum Kłajpeda (lit. Glestum Klaipėda)
- Od 2009: FC Klaipėda (lit. FC Klaipėda)

Klub piłkarski Glestum Kłajpeda został założony w 2005 r. i debiutował w drugiej lidze litewskiej (I lyga). W 2009 zmienił nazwę na FC Klaipėda i zajął 5. miejsce, ale przed rozpoczęciem kolejnego sezonu został dołączony do A Lygi. Po zakończeniu sezonu 2011 nie otrzymał licencji na występy w dwóch najwyższych ligach w kraju i zakończył działalność.

## Osiągnięcia
- A lyga: 8. miejsce (2010)
- Puchar Litwy: 1/4 finału (2010/11)